# Stazione di Hōsono
La stazione di Hōsono (祝園駅?, Hōsono-eki) è una stazione ferroviaria situata nella cittadina di Seika, appartenente al distretto di Sōraku nella prefettura di Kyoto in Giappone. È gestita dalla JR West e serve la linea Katamachi (linea Gakkentoshi). Vicino alla stazione si trova quella si Shin-Hōsono della linea Kintetsu Kyōto.

## Linee
JR West
■ Linea Katamachi

## Struttura
La stazione è costituita da due marciapiedi laterali serviti da 2 binari in superficie. Il fabbricato viaggiatori è sopraelevato.
| 1 | ■ Linea Katamachi | per Kizu e Nara                       |
| 2 | ■ Linea Katamachi | per Shijōnawate, Kyōbashi e Amagasaki |

## Stazioni adiacenti
| ≪               | Servizio                       | ≫               |
| Linea Katamachi | Linea Katamachi                | Linea Katamachi |
| --------------- | ------------------------------ | --------------- |
| Nishi-Kizu      | Locale Rapido Regionale Rapido | Shimokoma       |